# Хуан Чуфан
Хуан Чуфан (кит. упр. 黄楚芳, пиньинь Huáng Chǔfāng ; в англоязычных источниках: Chu-Fang Huang; род. 20 июня 1982) — китайская пианистка.
Начинала обучение музыке в Шэньянской консерватории. Окончила Кёртисовский институт у Клода Франка, затем училась в Джульярдской школе у Роберта Макдоналда. В 2005 г. выиграла Кливлендский международный конкурс пианистов, в том же году была финалисткой Конкурса имени Вана Клиберна, продемонстрировав, по мнению рецензента Financial Times, «великолепное соотношение виртуозности и лиризма».